# Guap
Guap is een lied van de Algerijns-Franse rapper Boef in samenwerking met rapper Dopebwoy. Het werd in 2019 als single uitgebracht. 

## Achtergrond
Guap is geschreven door Jordan Jacott, Sofiane Boussaadia en Julien Willemsen en geproduceerd door Jack $hirak. Het is een nummer uit het genre nederhop. In het lied zingen de rappers over hun voorliefde voor geld. "Guap" is dan ook een woord uit de straattaal voor geld. De single heeft in Nederland de platina status.
Het is de eerste hitsingle waarop de twee artiesten samenwerken. Na Guap werd de samenwerking meermaals succesvol herhaald op nummers als TikTok, Champagne papi, Domme invest en Monaco.

## Hitnoteringen
De artiesten hadden succes met het lied in de hitlijsten van Nederland. Het piekte op de eerste plaats van de Single Top 100 en was één week op deze positie te vinden. Het was hiermee de tiende nummer één hit in deze lijst van Boef. In totaal stond het negentien weken in deze hitlijst. In de Vlaamse Ultratop 50 kwam het tot de 47e positie in de twee weken dat het in de lijst stond. De Top 40 werd niet bereikt; het lied bleef steken op de eerste plaats van de Tipparade. 